# Compagnie Générale de Navigation sur le lac Léman
A Compagnie générale de navigation sur le Lac Léman, magyarul Genfi-tavi Általános Hajózási Társaság (rövidítve: CGN) svájci közvállalat, amely hajókat üzemeltet a Genfi-tavon. A járatok több francia és svájci várost is összekötnek, beleértve Genfet, Vevey-t, Montreux-t, Évian-les-Bains-t és Lausanne-t.

## Története
A CGN 1873-ban három, összesen nyolc hajóval rendelkező hajótársaság egyesüléséből jött létre.
Az idegenforgalom növekedésével párhuzamosan a 19. század második felében beindult a régióban a vasútépítés, ami a társaságot a helyi forgalom mellett a turisták kiszolgálására is késztette.
A turizmus hirtelen, radikális leállása jelentősen sújtotta a céget az első világháború idején. Hasonlóan érintette a második világháború is, a társaságnak 1940-ben három hónapra minden tevékenységét be kellett szüntetnie. A vállalatot 1943-ban állami beavatkozással sikerült megmenteni.

## Galéria

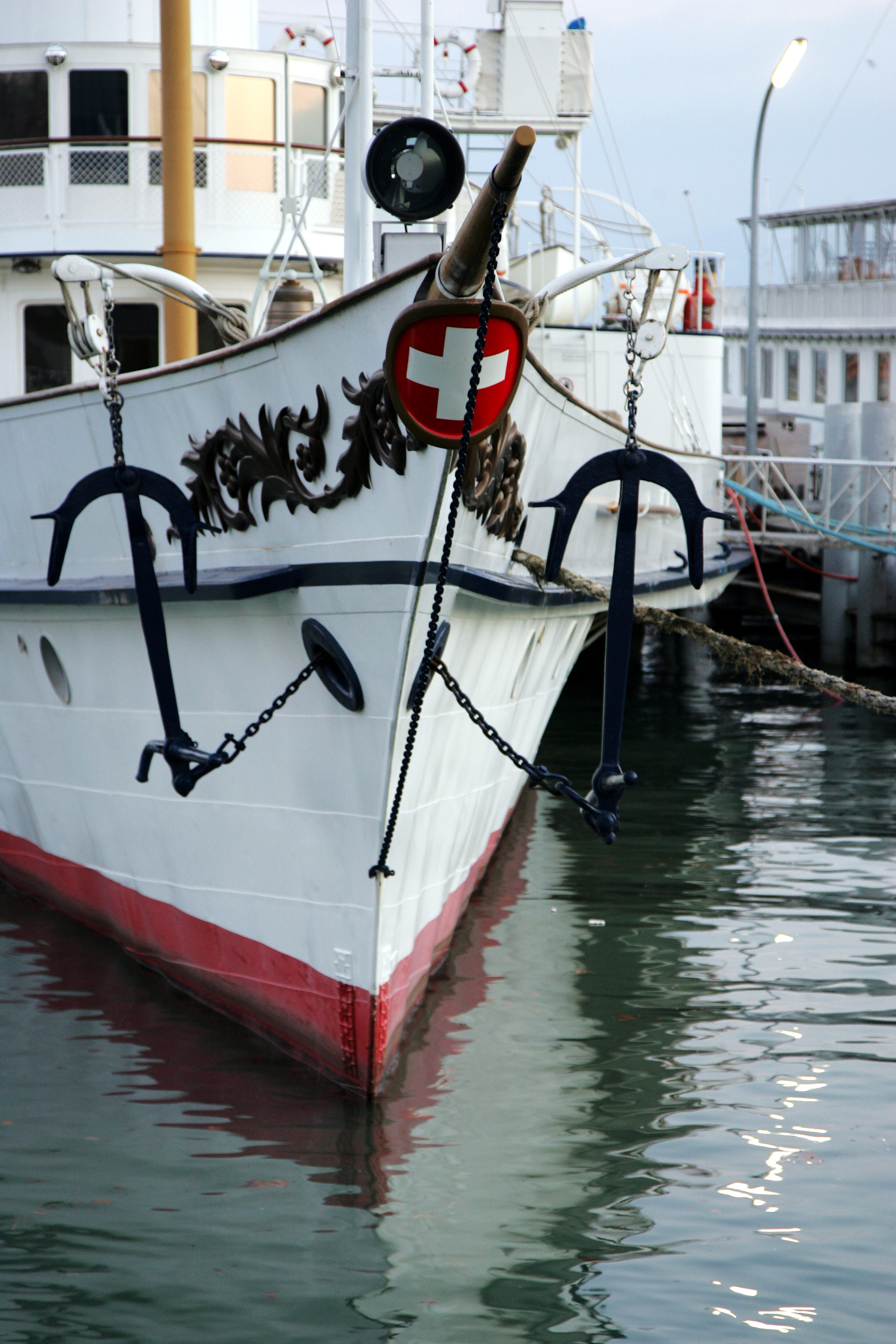
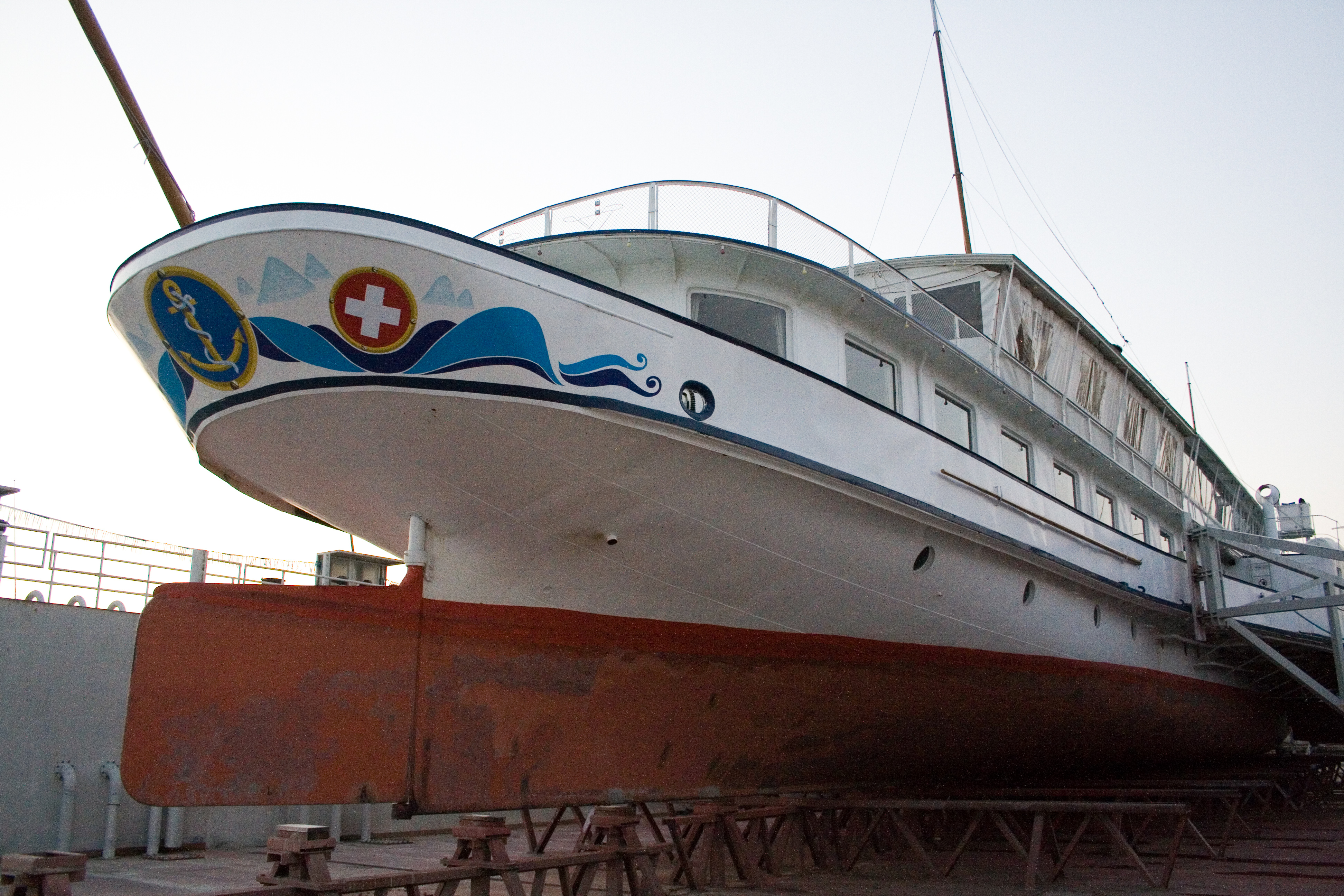
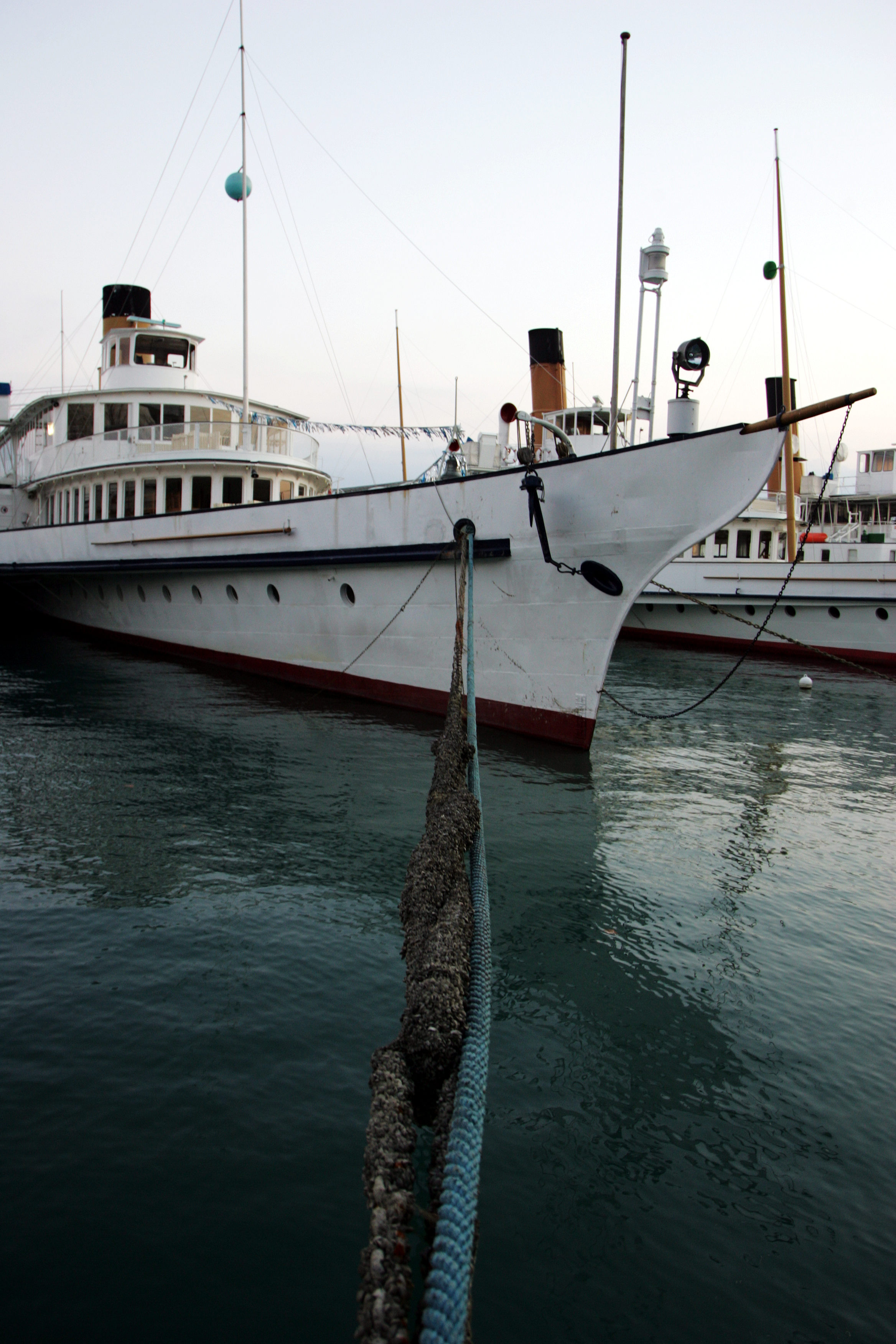
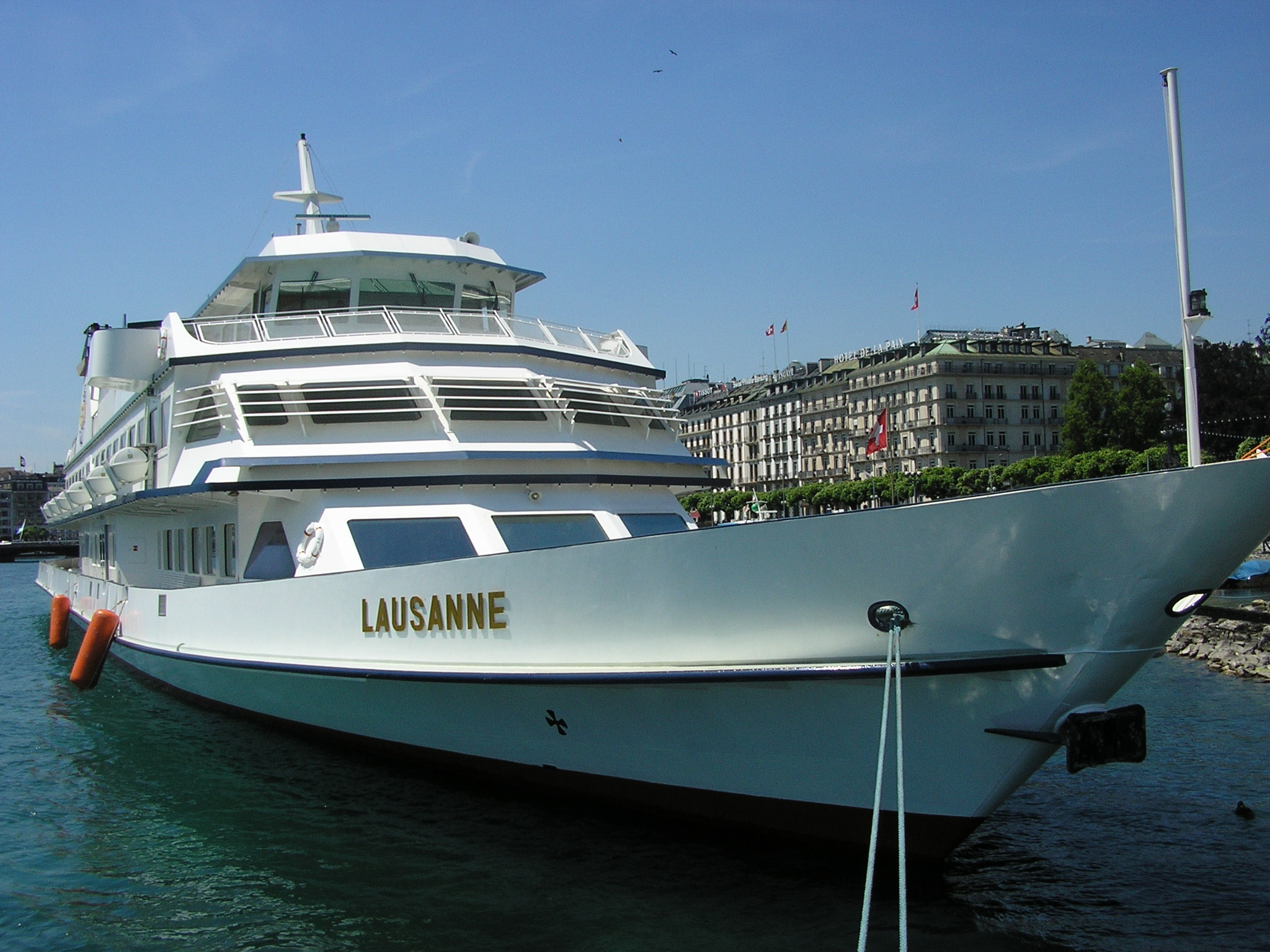
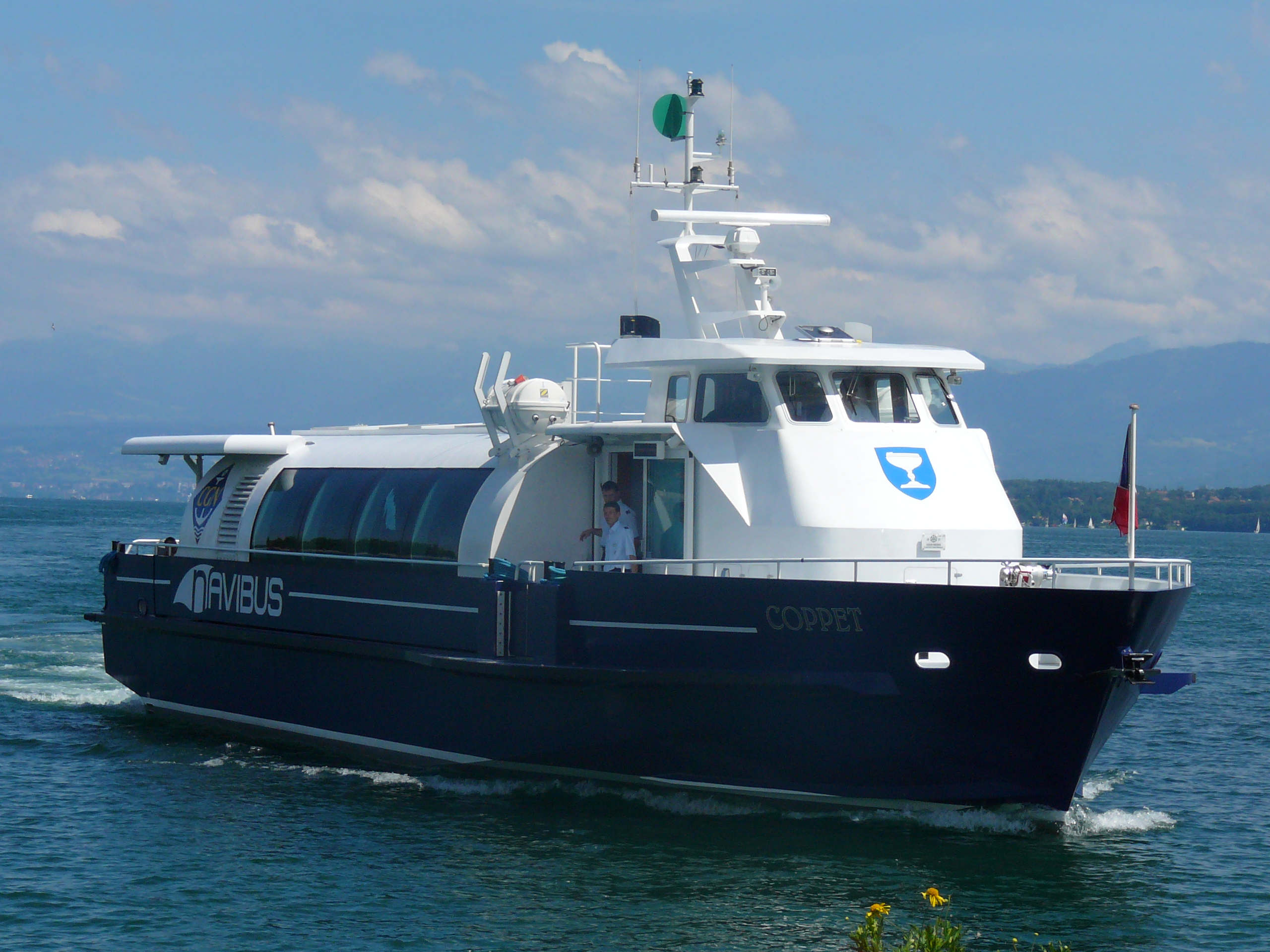

## Jelenlegi flottája

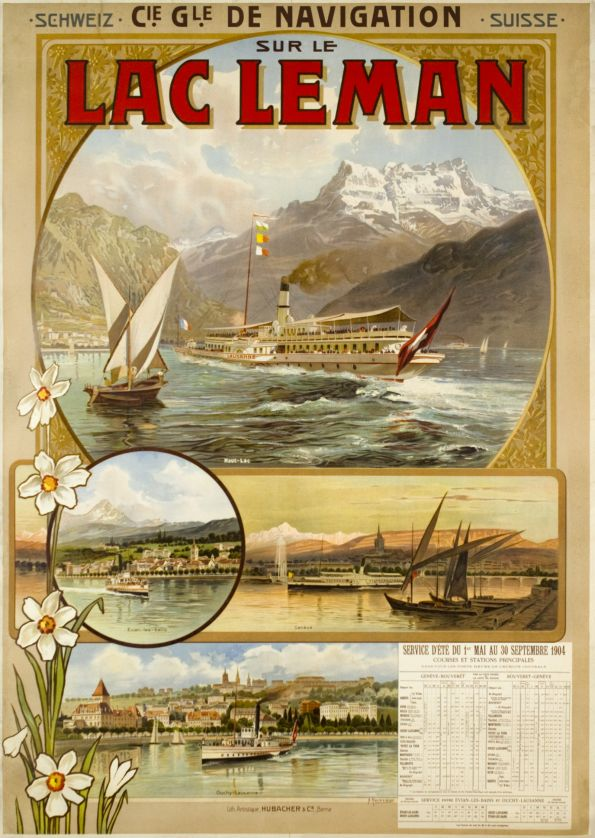
Poszter (1904)

| Hajó            | Év   | Hossz  | Erő         | Utaskapacitás |
| --------------- | ---- | ------ | ----------- | ------------- |
| La Suisse       | 1910 | 78,5 m | 1030 kW     | 1200          |
| Simplon         | 1920 | 78,5 m | 1030 kW     | 1200          |
| Montreux        | 1904 | 68,3 m | 650 kW      | 800           |
| Savoie          | 1914 | 68 m   | 660 kW      | 800           |
| Rhone           | 1927 | 68 m   | 625 kW      | 825           |
| Helvétie        | 1926 | 78,5 m |             | 1400          |
| Vevey           | 1907 | 66 m   | 515 kW      | 750           |
| Italie          | 1908 | 65,5 m | 515 kW      | 800           |
| Lausanne        | 1991 | 78,8 m | 2 × 870 kW  | 1500          |
| Henry-Dunant    | 1963 | 50,2 m | 2 × 365 kW  | 700           |
| Général-Guisan  | 1964 | 50,2 m | 2 × 365 kW  | 700           |
| Chablais        | 1974 | 46,1 m | 2 × 325 kW  | 560           |
| Ville-de-Genève | 1978 | 47,2 m | 2 × 400 kW  | 560           |
| Léman           | 1990 | 49,6 m | 2 × 520 kW  | 850           |
| Valais          | 2008 | 30,8 m | 2 × 720 kW  | 200           |
| Morges Lavaux   | 2006 | 30,8 m | 2 × 720 kW  | 200           |
| Coppet Genève   | 2007 | 24,8 m | 2 × 1045 kW | 120           |
| Col-Vert        | 1960 | 28,3 m | 294 kW      | 130           |

## Fordítás
Ez a szócikk részben vagy egészben  a   Compagnie Générale de Navigation sur le lac Léman című angol Wikipédia-szócikk ezen változatának fordításán alapul.  Az eredeti cikk szerkesztőit annak laptörténete sorolja fel. Ez a jelzés csupán a megfogalmazás eredetét és a szerzői jogokat jelzi, nem szolgál a cikkben szereplő információk forrásmegjelöléseként.